# 贾瓦伊
贾瓦伊（Jawai），是印度梅加拉亚邦西詹塔山縣的一个城镇。

## 人口
该地2001年总人口25,023人，其中男性12,269人，女性12,754人；0－6岁人口4,199人，其中男2,145人，女2,054人；识字率75.85%，其中男性为76.80%，女性为74.94%。